# Carl Theodor von Piloty
Karl Theodor von Piloty (Munic (Baviera), 1 d'octubre, 1826 - Ambach (Baviera), 21 de juliol, 1886) va ser un pintor alemany, conegut pels seus temes històrics i reconegut com el màxim representant de l'escola realista a Alemanya.
El 1840 estudià per poc temps a l'Acadèmia de Belles Arts de Múnic, on cultivà l'estil de Schnorr; més va treballar en el taller tipogràfic del seu pare Ferdinand Piloty. Després visità Anvers i París, i sota la influencia dels coloristes belgues i francesos va desenvolupar la seva brillant tècnica, contribuint al progrés que el colorit va fer a les noves escoles de Múnic i d'Alemanya a general, particularment des que va ser professor de pintura de l'Acadèmia d'Art de Múnic (1858).
A, el seu quadre de gènere com La mestressa (1853) li seguí el seu primer quadre històric La fundació de la Lliga catòlica (al Maximilianeum), i més tard Seni davant el cadàver de Wallenstein (1855), L'alba abans de la batalla Weissen Berg, Neró davant les ruïnes de Roma (1861), Marxa de Wallenstein contra Eger, Galileu a la presó, Godofredo de Bouillon (1868), Colón (1866), L'anunci de la sentència de mort a María Estuardo (1869), Thusnelda al triomf de Germanico (1873), Enric VIII i Anna Bolena (1873), El repudi d'Anna Bolena (1874), Les verges prudents i les boges (1881), El Consell dels Tres a Venècia (1885), La mort d'Alexandre el Gran.
També va pintar retrats i il·lustracions, havent il·lustrat els clàssics alemanys i Shakespeare. El 1874 va ser director de l'Acadèmia de Múnic. Entre els seus deixebles cal esmentar Hans Makart, Gyula Benczúr, Franz von Lenbach, Franz Defregger, Józef Brandt o Eduard von Grützner. Com a professor es va distingir notablement, ja que sempre s'esforçava a respectar l'originalitat de cadascun dels seus deixebles: per aquest motiu, les seves lliçons eren molt sol·licitades.
El seu germà Ferdinand (1828-1895), també fou un pintor força reconegut.

## Petita galeria

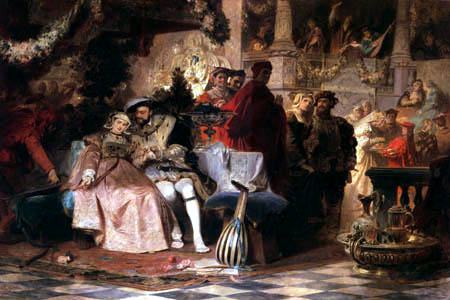
Enric VIII i Ana Bolena
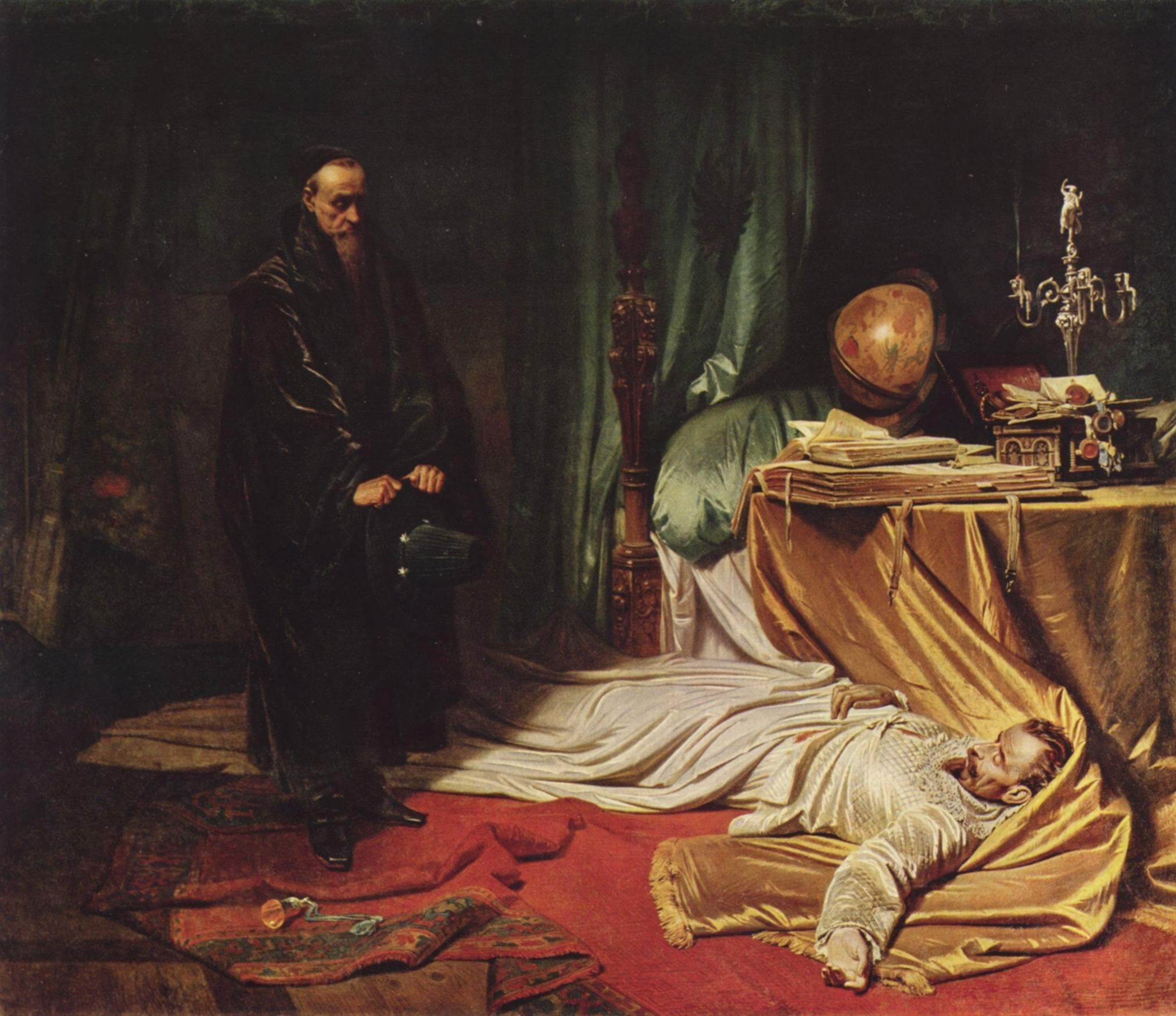
Seni davant el cadàver de Wallenstein
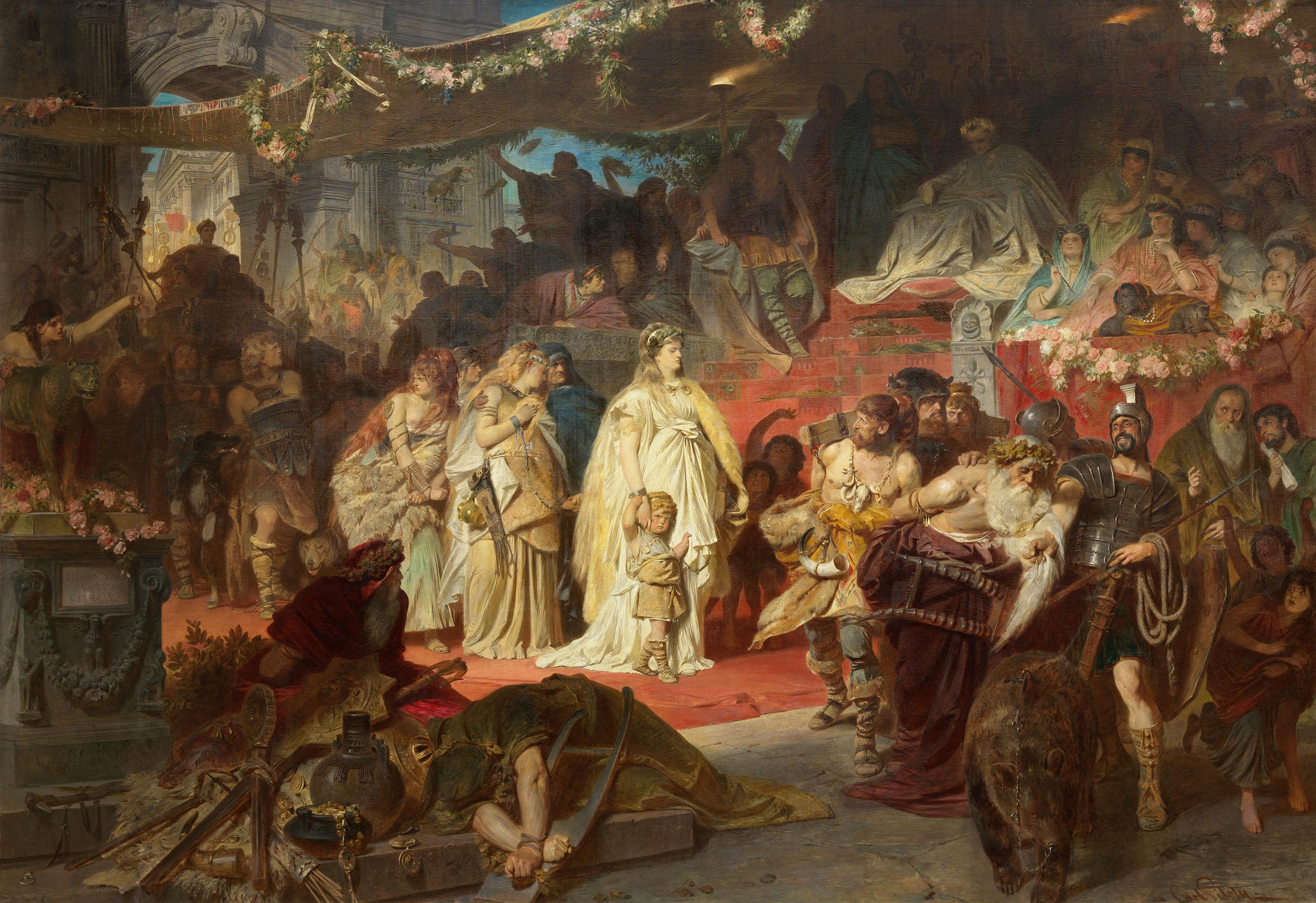
Thusnelda al triomf de Germanico
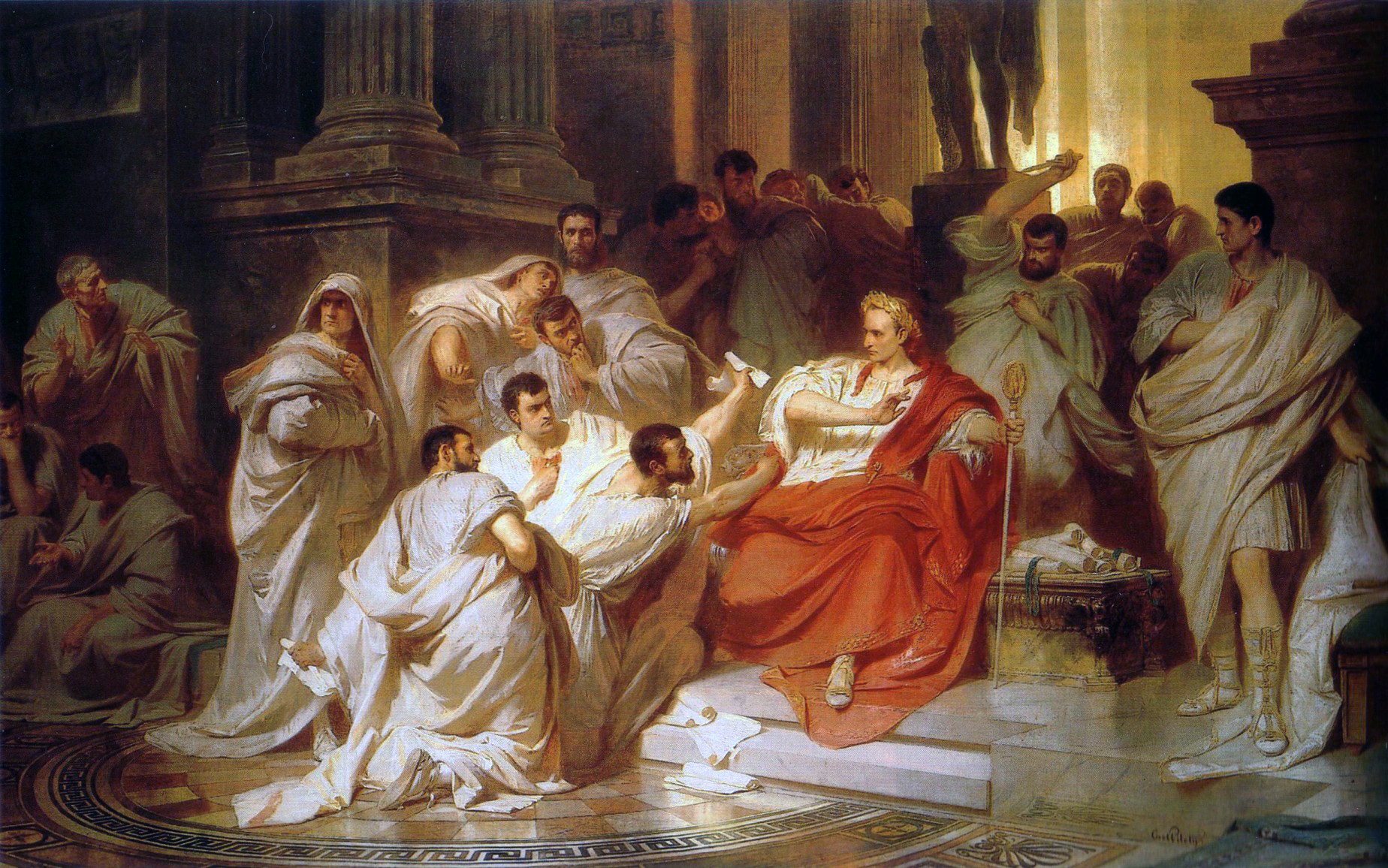
La mort de Cesar